# HR 8799 b
HR 8799 b (إتش آر 8799 ب) هو كوكب خارج المجموعة الشمسية يقع على بعد 129 سنة ضوئية في كوكبة الفرس الأعظم، ويدور حول النجم أتش أر 8799.  تبلغ كتلته بين أربعة وسبعة كتلة مشتري ونصف قطر أكبر بحوالي 10 إلى 30% من حجم المشتري. ويدور على بعد 68 وحدة فلكية من نجمه (أو 7 وحدات فلكية بداخل حافة القرص النجمي الدوار حول نجمه) بانحراف غير معلوم ومدّة تبلغ 460 سنة، وهو بذلك أبعد كوكب معروف في نظام إتش آر 8799. اكتشف الكوكب مع كوكبين آخرين يدوران حول النجم ذاته يوم 13 نوفمبر 2008 بواسطة مارويس وآخرون باستخدام مرصد كيك ومرصد جيميني في هاواي.  وقد اكتشفت هذه الكواكب باستخدام طريقة التصوير المباشر.

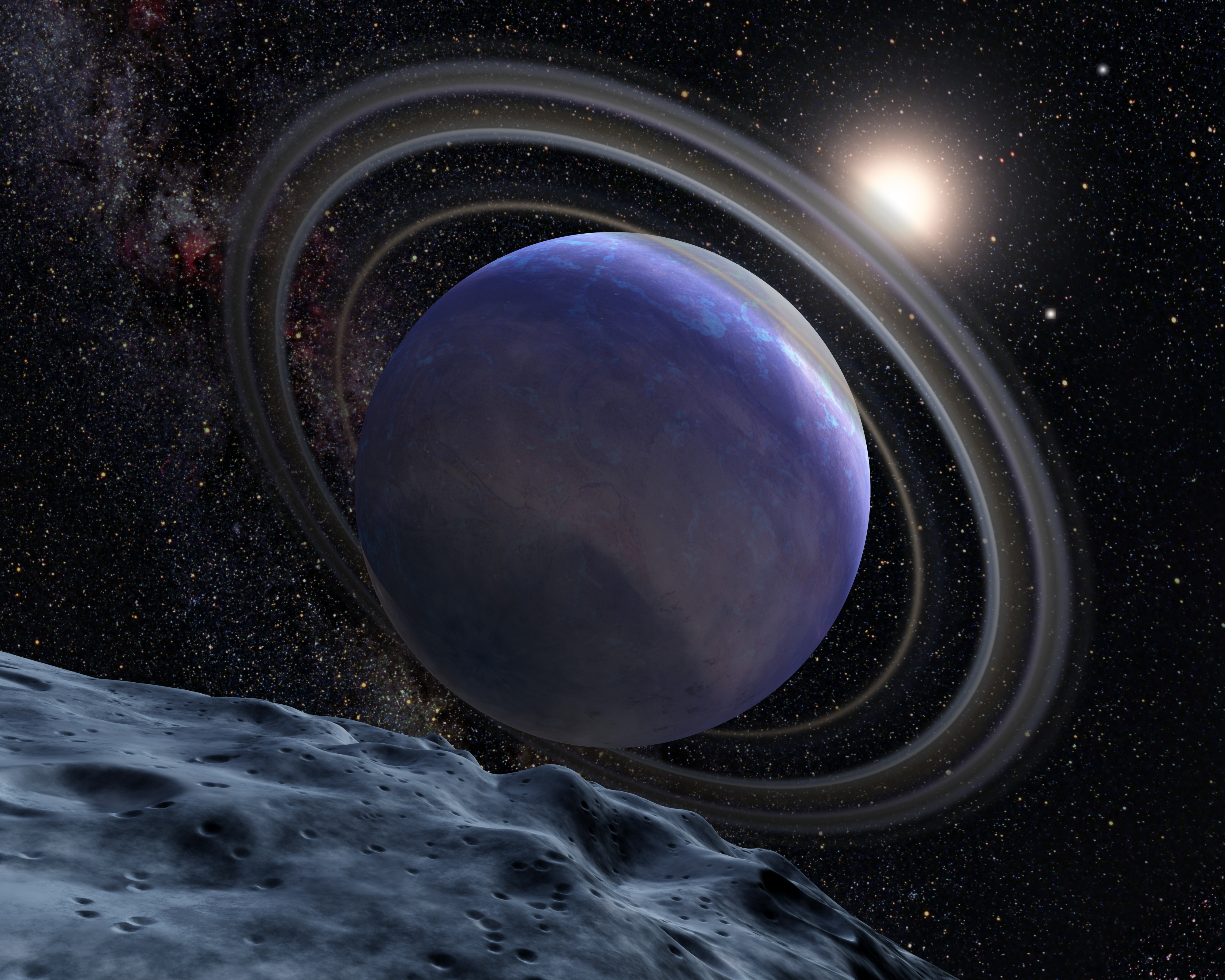
تصوّر فنّي لكوكب إتش آر 8799 ب كما يرى من القمر.

اكتشف عام 2009 أن مرصد هابل الفضائي كان قد رصد إتش آر 8799 ب بالتصوير المباشر قبل 11 عام، أي عام 1998، مما يوحي باحتمالية الكشف عن كواكب أخرى إذا ما تم تحليل أرشيفات الصور بمرصد هابل. وقد تم الحصول على صور إضافية بإعادة تحليل البيانات التي تم الحصول عليه في 2002 في تلسكوب سوبارو والبيانات من عامي 2005 و2007 في مرصد كيك.
أظهر قياس مضوائية إتش آر 8799 ب أن به غيوم سميكة في غلافه الجوي أكثر مما تحتوي الأجسام الأقدم شبه النجمية والتي لها نفس درجة الحرارة الفعالة وجاذبية سطحية أكبر.

## وصلات خارجية
- "HR 8799 b". Exoplanets. مؤرشف من الأصل في 2016-06-11.